# Idaea perochriaria
Idaea perochriaria är en fjärilsart som beskrevs av Adolph Rössler 1866. Idaea perochriaria ingår i släktet Idaea och familjen mätare. Inga underarter finns listade i Catalogue of Life.